# Гребец пёстрый
Гребец пёстрый, или гребец пятнистый (лат. Platambus maculatus) — вид жесткокрылых семейства плавунцов.

## Описание
Жук в длину достигает 7-8,5 миллиметров. Тело жёлтое или рыжее. Задняя часть головы (кроме двух жёлтых пятен), переднеспинки и задний край переднеспинки и изменчивый пёстрый рисунок на надкрыльях бронзово-бурые. Верхняя часть в очень мелких точках.

## Экология
Обитает в реках, ручьях и озёрах с чистой водой, в южной части своего ареала большей частью в горах.